# Jubelina
Jubelina es un género con seis especies de plantas con flores  perteneciente a la familia Malpighiaceae. Es originario de Sudamérica. El género fue descrito por Adrien-Henri de Jussieu  y publicado en Icones Selectae Plantarum  3: 19, en el año 1837.   La especie tipo es Jubelina riparia A.Juss.

## Descripción
Son enredaderas leñosas,  con pecíolos glandulares y estípulas pequeñas o diminutas, de forma triangular, sostenidas en la base del peciolo. Las inflorescencias son  axilares y terminales, dispuestas en forma de umbelas de 4 o de 6 corimbos ; con brácteas y bractéolas pubescentes grandes. Los pétalos de color rosa o amarillo. El fruto en sámaras. El número de cromosomas: n = 10 ( W. Anderson R., 1993).

## Distribución y hábitat
Seis especies de América Central y el norte de América del Sur, en la zona tropical húmeda de bosques primarios y secundarios desde el nivel del mar hasta 1000 metros.

## Etimología
El nombre del género fue otorgado en honor de Jean Guillaume Jubelin, 1787-1860,  gobernador de la Guayana Francesa durante siete años desde 1829 hasta 1836. Jussieu con el apoyo de Jubelin  y por  investigadores científicos como FMR Leprieur, que recogió la especie tipo de Jubelina riparia en la Guayana Francesa durante el mandato de Jubelin como gobernador y la envió al herbario de París, donde llamó la atención de Jussieu.

## Especies
- Jubelina grisebachiana W.R.Anderson
- Jubelina magnifica W. R. Anderson
- Jubelina riparia Adr.Juss.
- Jubelina rosea (Miq.) Nied.
- Jubelina uleana (Nied.) Cuatrec.
- Jubelina wilburii W. R. Anderson